# Rainaldo di Ranuccio

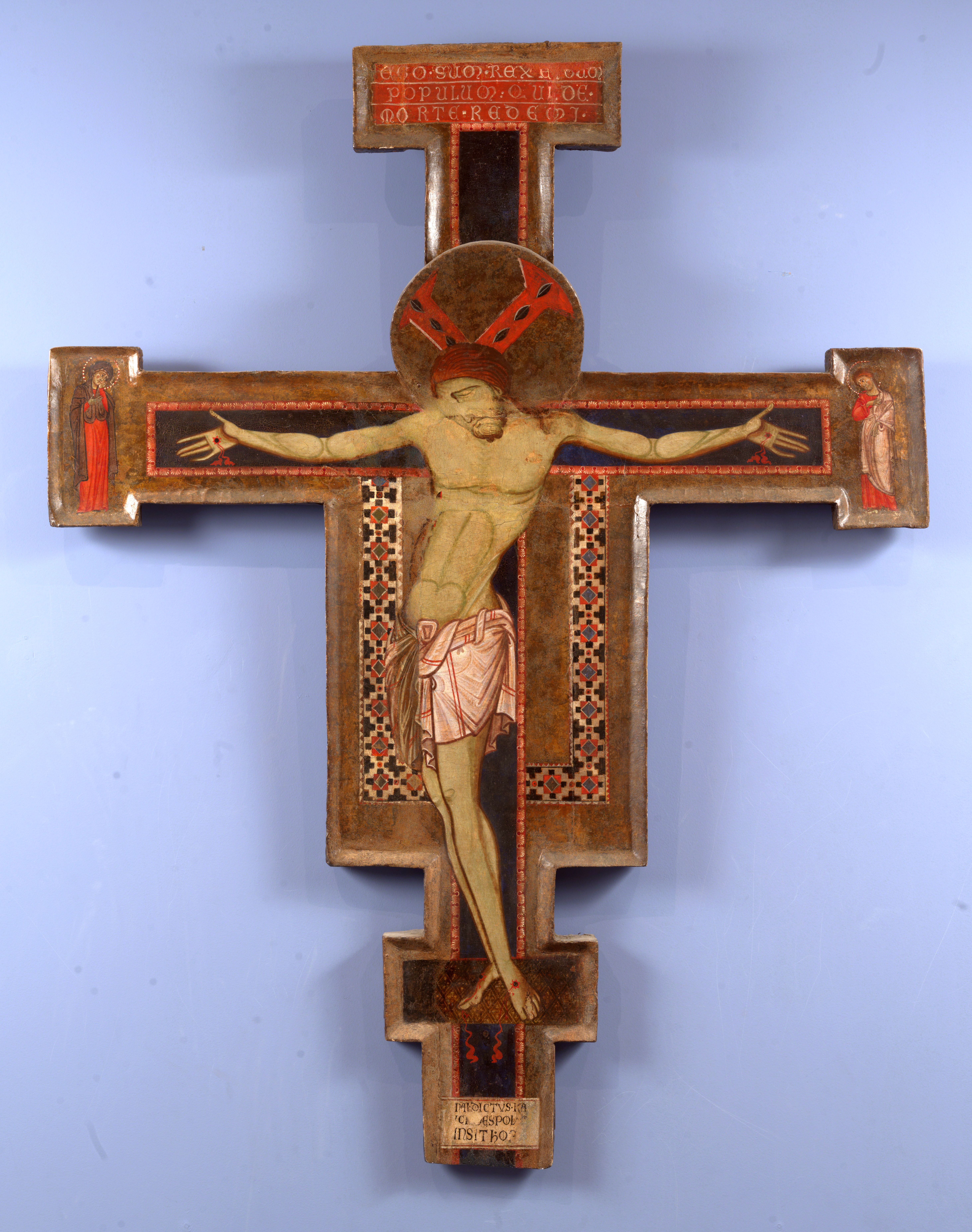
Christ en croix, Fabriano, Pinacoteca Civica

Rainaldo (dit aussi Rainaldetto, ou Rinaldo) di Ranuccio est un peintre italien, actif à Spolète dans la seconde moitié du XIIIe siècle.
Connu à Spolète entre 1265 et 1272, il est l’auteur de deux croix peintes signées : l’une conservée à la Pinacoteca Civica de Fabriano, l’autre (datée de 1265) à la Pinacothèque nationale de Bologne. Ces deux œuvres témoignent de l’influence de Giunta Pisano auprès des peintres ombriens de la seconde moitié du XIIIe siècle.

## Liste des œuvres
Deux croci dipinte  type Christus patiens :
- Pinacothèque Bruno Malajoli, Fabriano ;
- Pinacothèque nationale de Bologne.